# Bil'in
Bil'in (Arabisch: بلعين ) is een Palestijns dorpje op de Westelijke Jordaanoever. Het dorpje valt onder de administratieve controle van Ramallah & Al-Bireh Gouvernement. Het ligt ten westen van Ramallah, ruim vier kilometer verwijderd van de Groene Lijn, de wapenstilstandsgrens van 1949 van Jordanië met Israël. Wekelijks, op vrijdag, wordt er evenals in omliggende Palestijnse dorpen op een geweldloze manier een demonstratieve mars gehouden tegen de Israëlische bezetting en de bouw van Israëlische nederzettingen op hun grondgebied.
Door het geweldloze protest van zijn inwoners tegen de Israëlische Westoeverbarrière die op hun grondgebied is gebouwd, en daarmee 90 procent van hun landbouwgrond en olijfboomgaarden afsnijdt, is Bil'in een symbool van het Palestijnse verzet tegen de bezetting van Israël geworden. Door het Israëlische leger 
worden de demonstraties meestal met traangas, stalen kogels met rubbercoating en bedwelmende granaten bestookt.

## Confiscatie van grondgebied door Israël

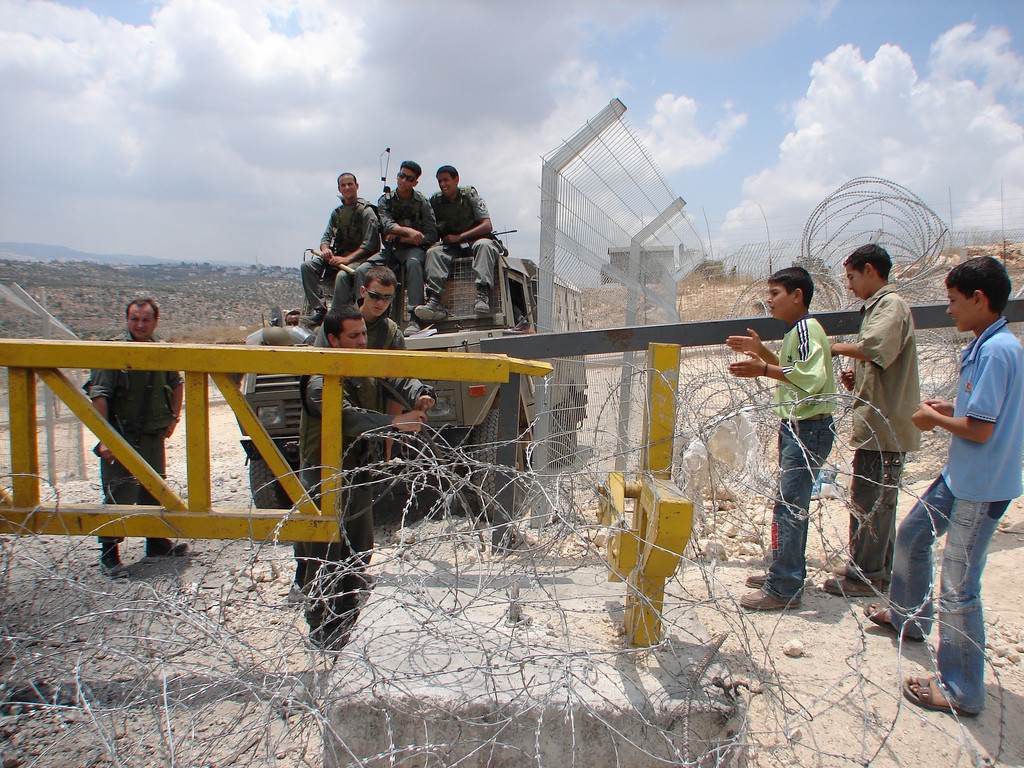
Barrière bij Bil'in. Het hek is voor de dorpsbewoners de enige manier om toegang te krijgen tot hun landbouwgrond, dat door de Israëlische Westoeverbarrière van hen is afgescheiden. Juli 2006

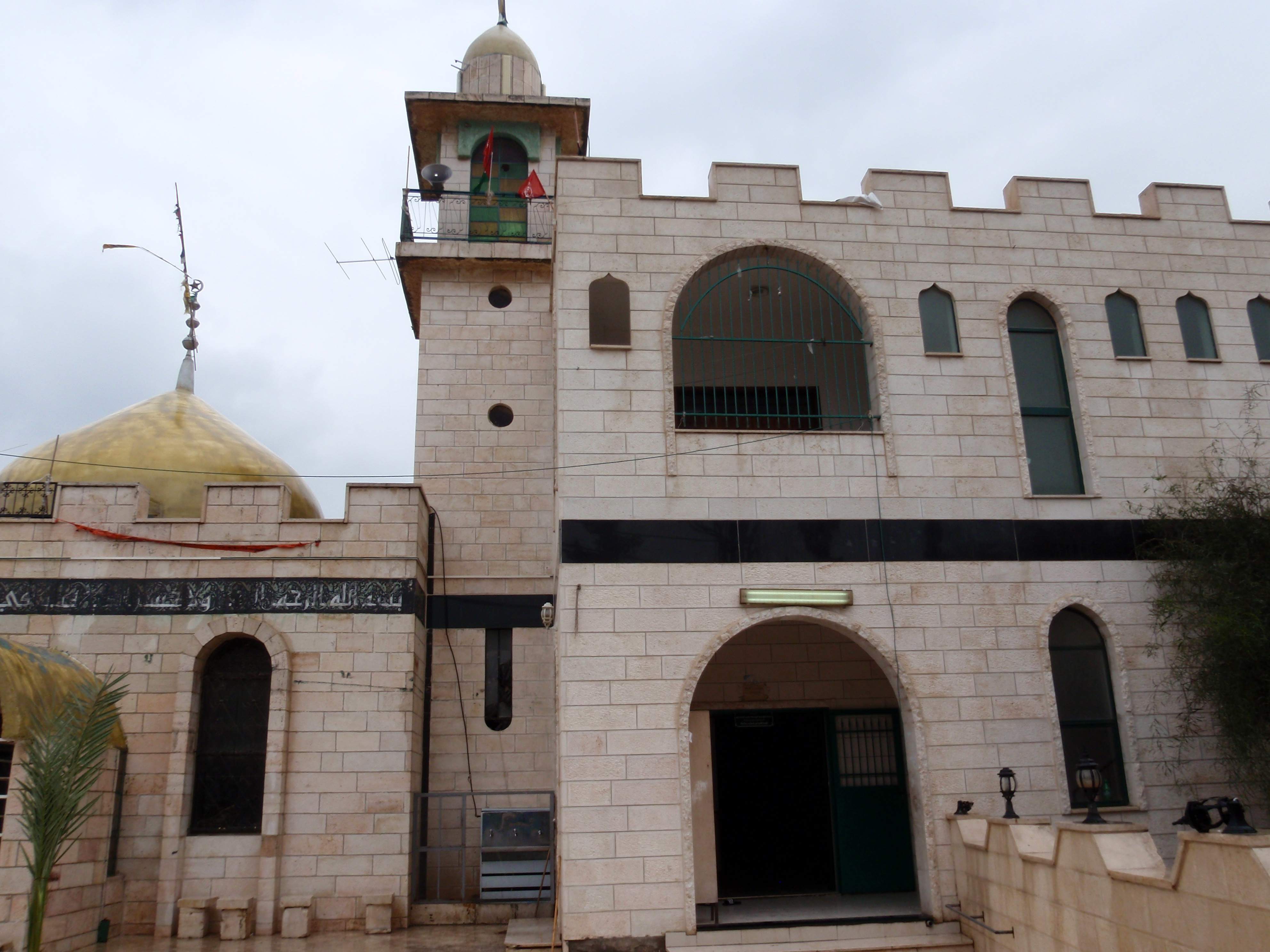
De moskee van Bil'in, maart 2011

### Israëlische nederzetting
In 1996 werd op bezet Palestijns grondgebied nabij Bil'in aan de Palestijnse kant van de Groene Lijn een illegale Israëlische nederzetting, Modi'in Illit, gesticht, op het land van vijf Palestijnse dorpen: Ni'lin, Kharbata, Saffa, Dir Qadis en Bil'in. 
Daarvóór al was Israël begonnen met de bouw van de Westoeverbarrière op grondgebied van Bil'in, waarvoor ongeveer 2000 dunams Palestijnse grond tussen de Groene grenslijn en de barrière was geconfisqueerd. Daardoor konden de boeren niet meer bij hun landbouwgrond komen.
In maart 1979 was de bouw van dergelijke nederzettingen door de VN-Veiligheidsraad in resolutie 446 illegaal verklaard.
In 1998 initieerde Israël het "Modi'in Illit Masterplan" (onofficieel "The Master Plan of the Modi'in Illit Area for the Year 2020."). De uitvoering ervan werd in 2003 gestart.

## Internationaal Gerechtshof
Het Internationaal Gerechtshof oordeelde op 9 juli 2004 dat de bouw van de Barrière een schending van internationaal recht was en concludeerde dat de Barrière afgebroken moest worden en dat er schadevergoedingen moesten worden betaald aan benadeelde Palestijnen Israël en de Verenigde Staten verwierpen de uitspraak, de Europese Commissie vond dat de Barrière in elk geval gedeeltelijk afgebroken moest worden. 
De Israëlische premier Ariël Sharon beschuldigde het Internationaal Gerechtshof ervan met deze uitspraak de terreur tegen Israël te sanctioneren en gaf op 11 juli 2004 de opdracht door te gaan met de aanleg van het 'veiligheidshek'.
Ondanks internationale afkeuring en een uitspraak van het Internationaal Gerechtshof in Den Haag in 2004 ging de uitbreiding van de nederzetting door; ook ogenoemde 'outposts', buitenposten werden uitgezet en door 'eigen' wegen met de centrale nederzetting verbonden worden, zoals met Matiyahu is gedaan

### Hooggerechtshof van Israël
In 2007 oordeelde het Israëlische Hooggerechtshof dat de route bij Bil'in voor de bescherming van de Israëlische nederzetting Modi'in Illit niet nodig was en kon worden verlegd. Een nieuwe route zou evenwel niet de Groene Lijn volgen maar zou alleen bescherming moeten bieden aan de bebouwing van Modi’in Illit en niet aan geplande gebouwen. Van de 232 hectare landbouwgrond zou 140 hectare weer aan de Palestijnse kant komen te liggen. De Israëlische overheid zou de inwoners van Bil’in 10.000 NIS (circa 2.000 euro) voor de proceskosten moeten betalen. Het stuk barrière zou echter pas afgebroken worden nadat het nieuwe zou zijn opgeleverd: de bouw van het nieuwe stuk begon pas in februari 2010
In 2008 besloot de gemeenteraad van Modín Illit tot uitbreiding met de bouw van de wijk Mattityahu East, omdat "de Ultra-Orthodox Settlement Should Be City, Despite Illegal Construction" De bouw was na een petitie door de inwoners van Bil'in stopgezet door het Israëlisch Hooggerechtshof, maar door een oude Ottomaansee wet te manipuleren en toe te passen, kon de bouw doorgang vinden

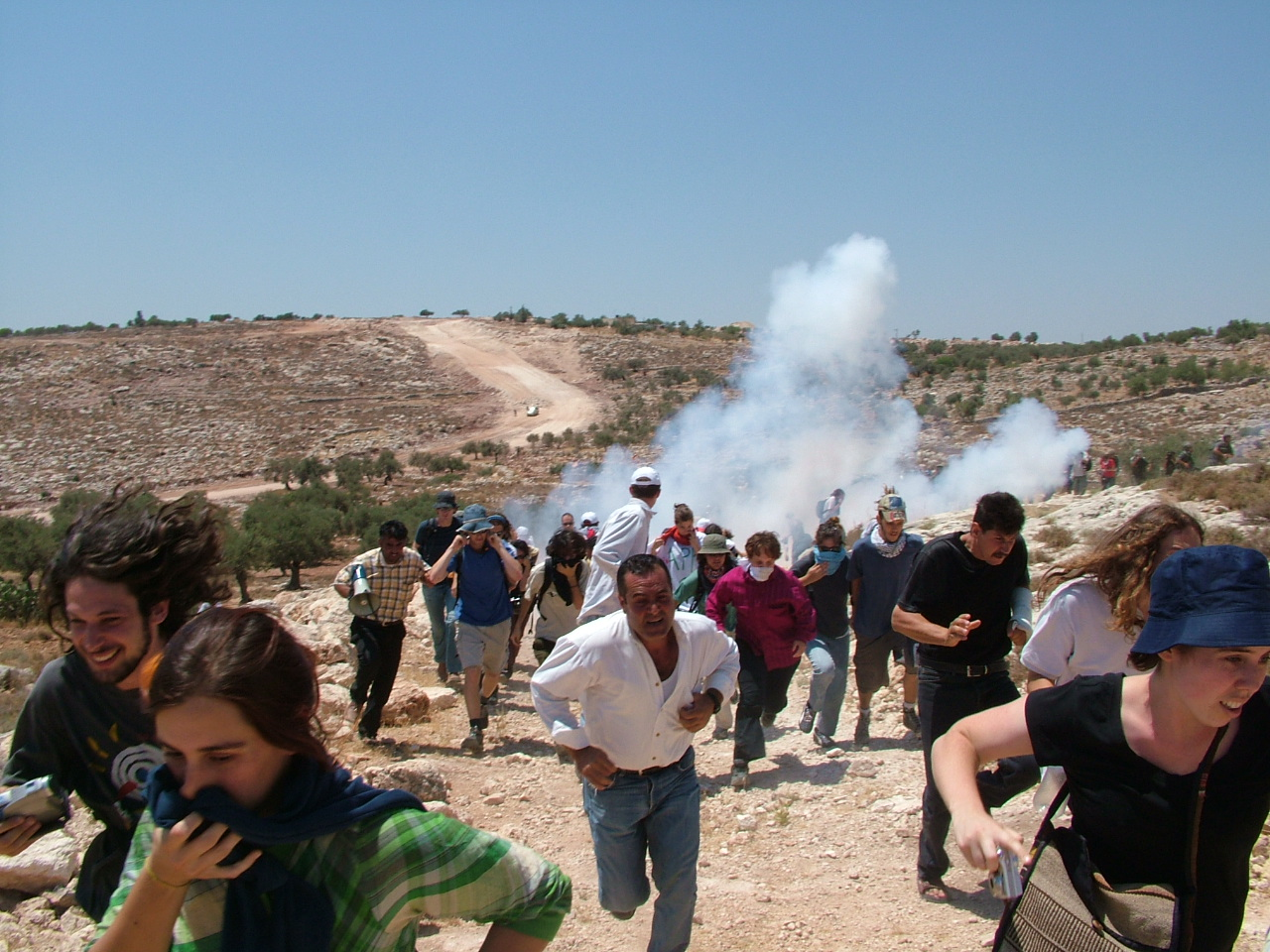
Protest tegen de Barrière, Bil'in, 1 januari 2005

Pas in juni 2011, vier jaar na de uitspraak van het Hooggerechtshof, begon het Israëlische defensieleger met het neerhalen en verplaatsen van een deel van de Barrière bij Bil'in. Daardoor kregen de Palestijnen zo'n 55 hectare grond terug.

## Petities en protesten

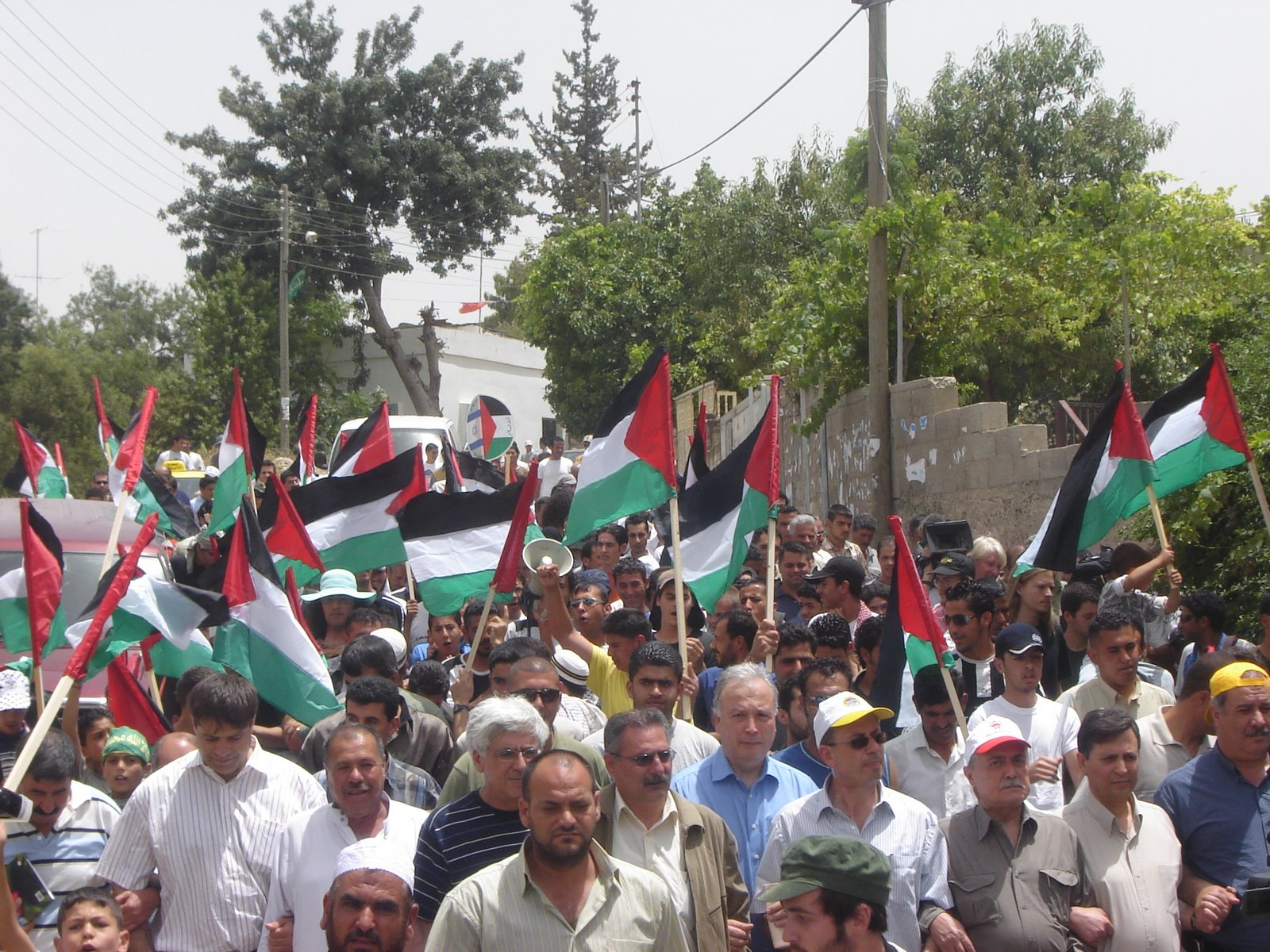
Demonstraties tegen de Westoeverbarrière in Bil'in, 2 juni 2006

Sinds de bouw van de Barrière in 2002 zijn bij het Israëlische Hooggerechtshof tientallen petities (petitierecht) ingediend. Sinds 2005 worden er door de inwoners van Bil'in wekelijks vreedzame demonstraties gehouden waar ook Israëlische organisaties zoals het Anarchists Against the Wall en Gush Shalom aan deelnemen, evenals in vele plaatsen in Palestina plaatsvindt. Ook na de uitspraak van het Hooggerechtshof in 2007 gingen de protesten door.

### Optreden tegen demonstraties
In februari 2010, vijf jaar na het begin van de wekelijkse geweldloze demonstraties, verzamelden zich 1000 demonstranten in Bil'in (tegenover wekelijks 100-200). Dit trok ook internationaal veel belangstelling. Door het optreden van Israëlische soldaten vielen aan Palestijnse zijde honderden gewonden, en overleed een man later nog ten gevolge van een rookgranaat. Officieren van het leger beweerden dat de schuld van de rellen bij een kleine groep activisten lag. De demonstranten hielden echter vol dat hun protest vreedzaam was
Mensenrechtenorganisatie B'Tselem constateerde een toename van het gebruik van pepperspray door de politie tegen geweldloze demonstranten, fotografen en journalisten. Een aantal gevallen is op video vastgelegd

#### Israëlische undercover strijders

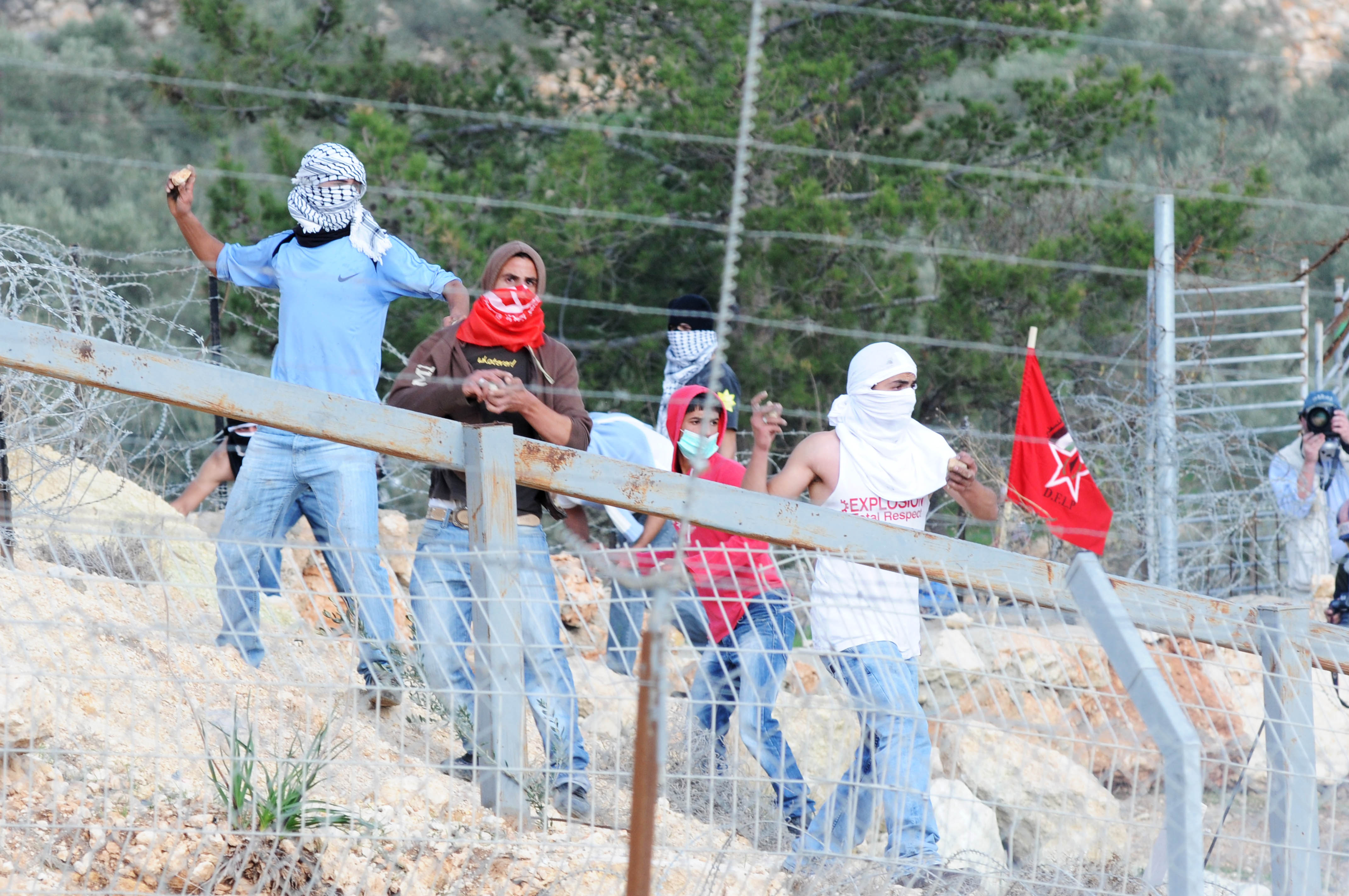
'Undercover Israeli combatants threw stones at IDF soldiers in West Bank, 7 januari 2011

In mei 2012 legden Israëlische strijders van de Israëli Prison Sercvice's elite 'Masada'-unit, waaronder een officier (fighter 102) en een commandant (fighter 101) getuigenissen af van hun methodes tijdens demonstraties tegen de Israëlische Westoeverbarrière, sinds 2005. Ze vertelden dat daarbij IDF-soldaten undercover zich onder de demonstranten begeven en stenen gooien naar soldaten van het IDF om daarmee arrestaties uit te lokken. In mei werd het Knesset-lid Mohammed Barakeh (Hadash) gearresteerd toen hij daarbij de arrestatie van een demonstrant poogde te verhinderen.
Op 28 augustus 2012 werd een gewelddadige arrestatie van een 12-jarige jongen voorkomen.
Op 1 maart 2013 verzamelden zich ongeveer 400 Palestijnen en internationale supporters zich in Bil'in om het achtste jaar van deze volksverzetsbeweging te markeren, tijdens welke protesten twee leden van de familie Abu Rahmah door bezettingstroepen waren gedood. Bij de betoging op deze dag waren Salam Fayyad, premier van de Palestijnse Autoriteit en dr. Mustafa Barghouti, Secretaris Generaal van het Palestijns Nationaal Initiatief, aanwezig. Zij werden evenals de verzamelde demonstranten door de Israëlische troepen beschoten met traangas.
Tijdens een vreedzaam protest, op 4 juli 2015 in Nabi Saleh nabij Bil'in, ter herdenking van de moord in juli 2014 op Mohammad Abu Khdeir en een onlangs gedode tiener werd door het Israëlische leger geschoten en een jongen werd ontvoerd. 
In januari 2017 vielen Israëlische soldaten het huis binnen van twee vreedzame mensen in Bil'in en namen een computer in beslag.
Een demonstratie op vrijdag 12 april 2019 waaraan internationale en Israëlische vredesactivisten deelnamen en mede was georganiseerd om de Palestijnse gevangenen in Israëlische gevangenissen te steunen evenals ter nagedachtenis aan een Palestijnse vader die gedood was door Israëlische kolonisten, werd gewelddadig door het Israëlische leger aangevallen met traangas en bedwelmende rookgranaten. De demonstranten hadden met vlaggen gezwaaid, hadden opgeroepen tot vrijlating van de Palestijnse gevangenen, om terugkeer van de vluchtelingen naar hun huizen en land, en voor vrijheid voor Palestina.

## Documentaire
Van het geweldloze verzet tegen de Barrière in Bil'in en de confrontatie met Israëlische soldaten is een documentairefilm gemaakt, 5 Broken Cameras. Deze documentaire vertelt de geschiedenis van een Palestijnse boer, Emad Burnat met zijn opgroeiende zoon, aan de hand van vijf vernielde videocamera's waarmee hij opnames maakte. Deze documentaire won een prijs op onder meer het IDFA 2011 en een Oscar op 85ste Oscaruitreiking in 2013 voor de beste lange documentaire. In april 2009 stierf Bassem Abu Rahmeh nadat hij tijdens een protest door een traangasgranaat was geraakt. Zijn verhaal, en dat van het dorp, is in de film '5 broken camera's' gedocumenteerd. De IDF wilde de dood van Bassem niet onderzoeken. Pas in juli 2010 werd met een onderzoek begonnen nadat Israëlische mensenrechtenorganisaties beroep hadden aangetekend op grond van video-beelden van het protest en het oordeel van experts. Nadat Abu Rahmeh's moeder er bij het Hooggerechtshof in maart 2013 navraag naar had gedaan, werd in september dat jaar bekendgemaakt dat de zaak was gesloten; viereneenhalf jaar later.